# Centaurea seguenzae
Centaurea seguenzae — вид квіткових рослин родини айстрових (Asteraceae). Ареал: Сицилія (гори Пелорітані).

## Екологія
Centaurea seguenzae росте на прибережних скелястих скелях, відкритих для вітру, і є ендеміком Тірренської частини гір Пелорітані.

## Біоморфологічна характеристика
Багаторічник. Квітне з травня по червень, плодоносить з липня по серпень. 2n = 18. 